# 砂浜海岸

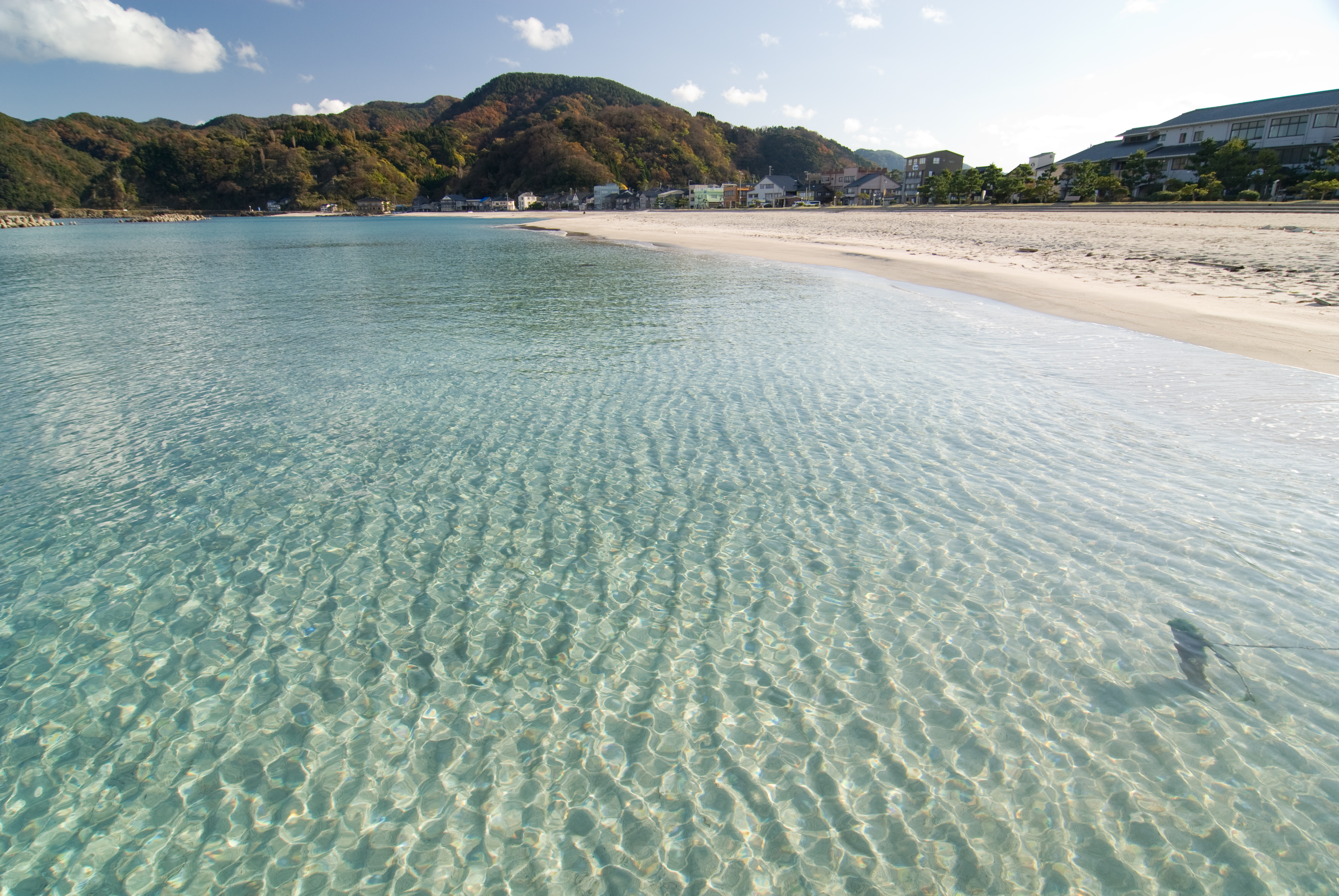
日本海の砂浜海岸（竹野浜）

砂浜海岸（すなはまかいがん）とは、海の波や潮流によって生じた砂からなる海岸、すなわち砂浜による海岸のことである。広義には岩石海岸と区別して、泥や礫など細流または粉砕された物質が堆積した海岸を砂浜海岸と呼ぶ。また、日本では浜を用いることで、岩石海岸と区別している。

## 概要
砂浜海岸は、主に流入河川が運び入れたり海岸侵食によって生じた砂礫などが、沿岸の波や流れによって運搬され、波の働きで打ち上げられて堆積してできた海岸である。平面形は普通海に向かって緩やかに凹面を向けた弧状となっている。

## 砂浜海岸により発達する地形
砂浜海岸では、砂嘴・砂州・トンボロなどの地形が発達することがあり、浜堤や海岸砂丘を生じたりビーチスカプがみられることも多い。サンゴ礁海岸では、サンゴの破片や有孔虫殻など生物遺骸の堆積物からなる砂浜がみられる。また、山地が沈水した場合のように、出入りに富む海岸ではポケットビーチや三日月型ビーチ(三日月浜)ができる。これは、背後の地形や流入河川、海底の水深および波の屈折作用に関連して形成される。

## 砂浜海岸の特徴

### 縦断形
砂浜海岸の縦断形は波の高さや、潮の満潮と干潮の高さの差によって、後浜・前浜・外浜・沖浜に分けられる。後浜の陸側には浜堤や砂丘が、外浜の海側には沿岸州が生じていることが多い。また、前浜の勾配は、堆積物の粒子が細かいほど緩やかになる。

### 縦断面
砂浜海岸では砂浜の陸側に、砂が風で吹き飛ばされてしまった砂丘があることが多く、その基部が砂浜の陸側の限界である。
後浜
上記の限界から高潮汀線へかけては、高潮時または暴浪時の波の働きによって打ち上げられた砂がたまり、その表面はほとんど水平か、または陸側へわずかに傾いていることが多い。これを汀段(バーム)といい、この部分を後浜ともいう。
前浜
汀段の縁(バームクレスト)から低潮汀線へかけては波が寄せたり引き返したりするところで、この部分を前浜という。
沿岸トラフ・沿岸底州
低潮汀線から海の方へは、いったんある程度の深さに達してから再びやや浅くなり、そこから沖の方へ一様に深さを増していく。これらはともに沿岸方向へ細長く延びており、前者を沿岸トラフ、後者を沿岸底州という。
外浜・沖浜
低潮汀線から沿岸底州までを外浜、その沖側を沖浜と呼ぶが、両方を一括して沖浜と呼ぶこともある。暴浪時やその直後は、後浜から沖浜までの起伏はほとんどなく、浜が狭くなると同時に、後浜から海のある方へ緩く傾く単調な形をとる。しかし、その後の静穏な波の働きによって元の形にもどっていく。

## 砂浜海岸と海岸浸食
人間活動が関わる災害としての海岸浸食は砂浜海岸におけるものが主体である。砂浜海岸における海岸浸食は砂浜の消失である。砂浜海岸の海岸線の位置は、ある期間において海岸に供給される土砂量(土砂供給量)と海岸から流出する土砂量(土砂流出量)とのバランスによって決定される。よって、土砂供給量>土砂流出量ならば海岸線は沖合側に前進し、土砂供給量<土砂流出量ならば、海岸線は内陸側に後退して海岸浸食が起こる。土砂供給源の主体は河川の運搬によるものであるため、河川流域の変化が海岸線の位置に影響を及ぼすことが予想される。

### 新潟海岸の例
信濃川河口周辺の新潟海岸では、海岸浸食が顕著である。一方で大河津分水路（新信濃川）の河口に位置する寺泊海岸では海岸線の前進傾向が続いていた。このような対照的な海岸線変化は、大河津分水路を建設して信濃川を分流したことによって、土砂供給量が新潟海岸では減少し、寺泊海岸では増加したためであると考えられている。ほかに新潟海岸の海岸浸食の原因には天然ガス採取に伴う地盤沈下もあげられる。
上記の例のように人間活動が主な要因となって砂浜海岸の海岸浸食が起きている。他にも、海岸に人工的な構造物(防波堤や突堤など)があることによって漂砂の運搬・堆積のバランスが崩れ、本来平滑であった海岸線の形態を変化させる場合もある。

## 砂浜海岸についての研究
砂浜海岸についての研究は、1977年に小池一之が、砂浜海岸における汀線の変化を研究した論文を発表している。また近年では2007年に宇野木早苗、妹川征男、岡夏子らが港湾建設後の海岸地形と海浜環境の変化についての論文を発表しており、海浜環境悪化の原因や港湾の抱える問題点について研究している。